# Комплекс Халифа Худойдод
Комплекс Халифа Худойдод — ханака в Старом Городе Бухары, памятник архитектуры XVIII века. Расположен в одноимённом квартале Бухары (Халифа Худойдод), населённом в основном шорниками, кожевенниками и ткачами. Кроме ханаки, в комплекс входило общежитие для слепых чтецов Корана.
Предположительно построен ишаном Халифа Худойдодом, выходцем из Ургенча. Упоминание об этом персонаже имеется только в устной традиции. Не исключено, что он тождествен упоминаемому в прижизненных письменных источниках шейху Худойберды, уроженцу Балха, умершему в 1841 году. В письменных источниках имеются путаница персонажей Халифа Худойдода с Шейхом Худайдодом Вали, но оба они разные люди и жили в разные времена. Шейх Худайдод Вали(1461—1532) (узб. Shayx Xudoydod Vali, настоящее имя Худайберди, полное имя Хазрет Азизон Шейх Худайдод Вали ибн Хазрет Азизон Ортик Шейх) — (Шайх Худойдоди Вали) родился в 1461 году в городе Кармана (Навоийский область), Узбекистан — исламский авлия, пир (ислам), богослов, тюркский святой, легендарный суфийский шейх, распространитель ислама в Средней Азии, поэт, мистик и пахлаван-боец кураша, один из основателей суфийской школы «Джахрия-Султания» то есть «громкий зикр»., крупный теоретик и шейх учения Ходжа Ахмеда Ясави. Мавзолей Шейха Худайдода Вали находится в Самаркандской области, Джамбайский районе, посёлке Газира.
Мечеть, медресе и тахоратхона (место для омовений) Халифа Худойдод упоминаются впервые под 1797 годом в грамоте. Та же грамота относит их к кварталу Чорбоги Боки-Мухаммад-хон, что есть старое название квартала Халифа Худойдод.